# Esteban de Jesús
Esteban de Jesús (Carolina, 2 agosto 1951 – 12 maggio 1989) è stato un pugile portoricano, Campione del mondo WBC dei pesi leggeri dal 1976 al 1978. La sua vita fu al centro di controversie a causa di problemi di droga, di un assassinio da lui commesso e della morte per AIDS.

## La carriera
Compagno di palestra di Wilfred Benítez, anch'egli futuro Campione del mondo, passò al professionismo nel 1969, a diciassette anni. Rimase imbattuto per 26 match, combattuti quasi tutti a Porto Rico salvo alcuni degli ultimi in Venezuela. Fu sconfitto per la prima volta ai punti dal venezuelano Antonio Gomez, a Caracas.
Il 17 novembre 1972, dopo 42 incontri con una sola sconfitta, de Jesús fu il primo pugile a sconfiggere il fuoriclasse Roberto Durán. Lo rimase fino al novembre del 1980, quando Manos de piedra, dopo aver inanellato una striscia positiva di altri 71 incontri vinti e un solo pari, fu sconfitto da Sugar Ray Leonard nella celebre rivincita. L'evento che lo rese celebre accadde al Madison Square Garden di New York, al limite delle 138 libbre e quindi non valido per il mondiale dei pesi leggeri, detenuto dal panamense. De Jesús vinse ai punti in 10 round, riuscendo addirittura ad atterrare Durán nel 1º round. 
La vittoria del portoricano fece scalpore, perché Durán era considerato imbattibile, essendo il campione del mondo lineare in carica e nella versione WBA. Per tale motivo il match venne nominato Ring Magazine upsets of the year. 
De Jesús dovette attendere il marzo del 1974 per incontrare di nuovo Durán e contendergli la cintura mondiale. Il panamense, stavolta, non si fece cogliere impreparato e vinse per Knock-out tecnico all'11º round.
Nel 1975 de Jesús sfidò un altro mito, il colombiano Antonio Cervantes, campione mondiale WBA dei pesi superleggeri, perdendo tuttavia ai punti in 15 round.
Nel 1976, invece, ottenne la chance di combattere nuovamente per il mondiale dei leggeri contro il giapponese Guts Ishimatsu, detentore per la WBC. Su ring portoricano De Jesús riuscì finalmente a prevalere ai punti e divenne campione mondiale della categoria. Lo rimase fino al gennaio 1978, quando fu battuto per KOT al 12º round nel suo terzo incontro con Roberto Durán, in un match allestito per la riunificazione del titolo mondiale tra le due federazioni pugilistiche (WBA e WBC).
Nel 1980 de Jesús tentò un'ultima volta di conquistare un titolo mondiale, quello WBC dei superleggeri, ma l'afroamericano Saoul Mamby lo sconfisse per KOT al 13º round. De Jesús si ritirò dopo quel match, all'età di soli 29 anni.
Nel 2001 la rivista The Ring lo ha collocato al 15º posto in una propria classifica dei migliori pesi leggeri della storia del pugilato.

## Vita dopo la boxe
In quello che divenne un caso giudiziario famoso in Porto Rico, Esteban de Jesús venne condannato all'ergastolo per aver ucciso, durante il fine settimana del Giorno del ringraziamento del 1981, un diciassettenne nel corso di un litigio avvenuto per questioni di droga.
In prigione, de Jesús, che eccelleva anche nel baseball, contribuì a trasformare il team dei carcerati in una squadra ai massimi livelli nazionali del Porto Rico.
Nel 1984 divenne un predicatore cristiano e, poco dopo, divenne noto il fatto che avesse contratto l'HIV e fosse affetto da AIDS conclamato. Dopo essere stato graziato dal governatore Rafael Hernández Colón, de Jesús poté tornare alla propria casa per trascorrere gli ultimi giorni con la famiglia. 
Prima di morire fu visitato da numerose celebrità, tra cui Orlando Cepeda, giocatore di baseball tra i più celebri in Porto Rico e negli Stati Uniti, il musicista di salsa Cheo Feliciano e lo stesso Roberto Duran.
Duran abbracciò e baciò de Jesús e chiese alla propria figlia di fare lo stesso. Al fatto era presente l'altro ex pugile José Torres, che testimoniò del proprio stupore nell'assistere al gesto di compassione di Duran, che sollevò de Jesús dal letto e lo abbracciò quando ancora l'AIDS era considerato una malattia estremamente contagiosa e non si sapeva quasi nulla del modo in cui combatterla.
Esteban de Jesús morì un mese dopo essere stato graziato, all'età di 37 anni.